# فرانكلين موراليس
فرانكلين موراليس (بالإسبانية: Franklin Morales) هو لاعب كرة قاعدة فنزويلي، ولد في 24 يناير 1986 في San Juan de los Morros ‏ في فنزويلا.

## وصلات خارجية
- فرانكلين موراليس على موقع دوري كرة القاعدة الرئيسي (الإنجليزية)
- فرانكلين موراليس على موقعبيزبول رفرنس.كوم (الدوري الرئيسي) (الإنجليزية)
- فرانكلين موراليس على موقعبيزبول رفرنس.كوم (الدوري الثانوي) (الإنجليزية)
- فرانكلين موراليس على موقع إي إس بي إن.كوم (أم.أل.بي) (الإنجليزية)
- فرانكلين موراليس على موقع مشجعي الرسوم البيانية (الإنجليزية)